# Stade du 18-Novembre
Stade du 18-Novembre – wielofunkcyjny stadion w Al-Chamisat, w Maroku. Jego pojemność wynosi 10 000 widzów. Swoje spotkania na obiekcie rozgrywają piłkarze klubu Ittihad Khémisset.